# Déplacement de la population Yupik en URSS
Le déplacement de la population Yupik en URSS désigne les épisodes de migration forcée des populations yupiks décidée par les autorités soviétiques. La vague de déplacement la plus importante a eu lieu en 1958 et 1959.
L'objectif suivi par les responsables politiques était la modernisation de ces régions, notamment le développement économique et l'installation des populations dans des villages pourvus de maisons « en dur » et d'infrastructures. Durant cette époque, des politiques de déplacements ont touché l'ensemble des populations arctiques, que ce soit en URSS mais également aux États-Unis ou au Canada.
Contrairement à d'autres populations en URSS, les déplacements des yupiks ont été forcés mais se sont faits sans violences. Néanmoins, l'abandon des villages et campements ancestraux, des modes de vie ainsi que des lieux cultuels et culturels ont entraîné un appauvrissement et une perte de la culture et du mode de vie Yupik.

## Histoire

### Déplacements de 1958 - 1959
En 1958 et 1959, les autorités soviétiques décident une importante migration forcée des populations yupiks afin de mener une politique de modernisation de la région.
Durant cette phase de déplacement, les villages traditionnels de Naukan et Ungazik sont vidés de leur population et abandonnés.

## Conséquences
Comme en témoigne les descendants des populations déplacées, la migration forcée a eu pour effet la perte et l'appauvrissement de la culture yupik. Par exemple, la langue Naukan (dialecte parlé dans la région de Naukan) n'est plus parlé par les jeunes générations à la fin des années 2010.